# Twierdza Fetislam
Twierdza Fetislam (serb. Тврђава Фетислам, Tvrđava Fetislam) – XVI-wieczna twierdza położona nad brzegiem Dunaju w okolicach miasta Kladovo we wschodniej Serbii. Znana również pod nazwami Kladovo oraz Novigrad, wpisana na serbską listę dóbr kultury o dużym znaczeniu (serb. Списак споменика културе од великог значаја, Spisak spomenika kulture od velikog značaja).

## Historia

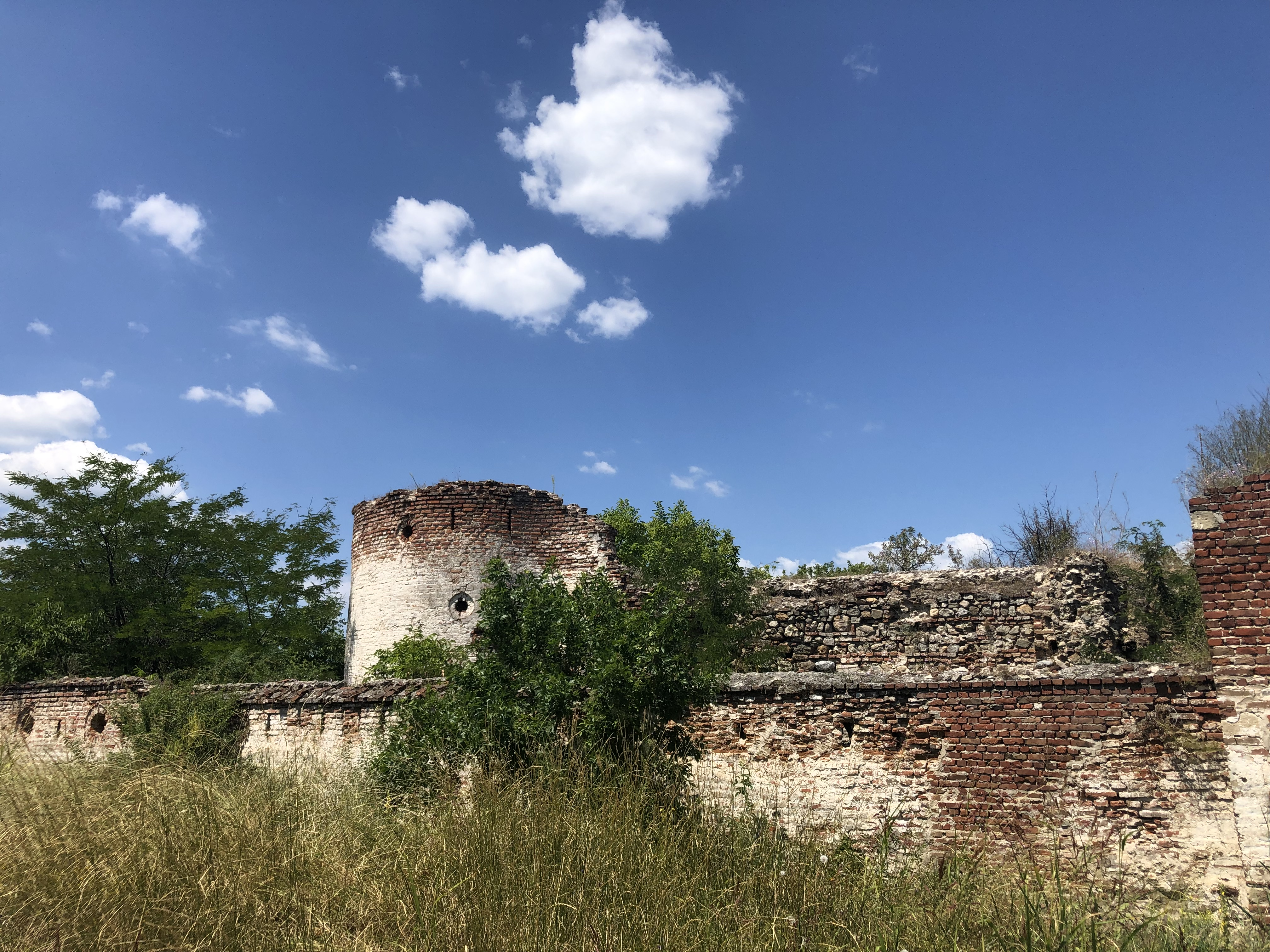
Stan twierdzy Fetislam w 2019 roku

Już w XII wieku na zachód obecnego Kladova, na płaskowyżu położonym na prawym brzegu Dunaju, istniała twierdza nazywana Novigrad (serb. „Nowe Miasto”), która na początku XVI wieku została zniszczona przez Węgrów. Na jej ruinach w 1524 roku z inicjatywy sułtana Sulejmana Wspaniałego wybudowano fortecę będącą punktem wyjścia do podboju Siedmiogrodu przez Imperium Osmańskie, a jednocześnie stanowiącą wraz z twierdzami Smederevo, Kulič, Ram i Golubac linię obrony przeciwko Węgrom. Nazwano ją Fetislam, co oznacza „zwycięstwo islamu” lub „bramy islamu”.
W trakcie konfliktu austriacko-tureckiego strategicznie położona twierdza ponownie zyskała na znaczeniu. W latach 1717–1739 (lub 1717–1737) wokół już istniejącej fortyfikacji usypano nowe wały obronne – bądź wybudowano palisadę – z sześcioma kamiennymi bastionami. W 1818 roku w miejsce wałów wzniesiono mur kurtynowy. Budowla często zmieniała swoich właścicieli; bywała podbijana przez armię austro-węgierską, przez krótki czas kontrolowali ją serbscy powstańcy, najdłużej jednak pozostawała w posiadaniu Turków. Ostatecznie w 1867 roku wraz z kilkoma innymi fortyfikacjami przekazana została księciu Serbii Michałowi Obrenowiciowi.
W latach 1973–1977 oraz 1981–1984 przeprowadzono prace konserwatorskie oraz badania budowli, którą w grudniu 1982 roku wpisano do rejestru zabytków. W latach 2020–2023 trwał kompleksowy remont twierdzy współfinansowany ze środków Unii Europejskiej oraz rządów Serbii i Niemiec, w ramach którego odnowiono jej mury, bramy wjazdowe, lochy, scenę letnią oraz wieże „Małego Miasta”. Powstało w tym miejscu również nowoczesne centrum obsługi ruchu turystycznego, którego oficjalnie otwarto 26 kwietnia 2023 roku.

## Architektura

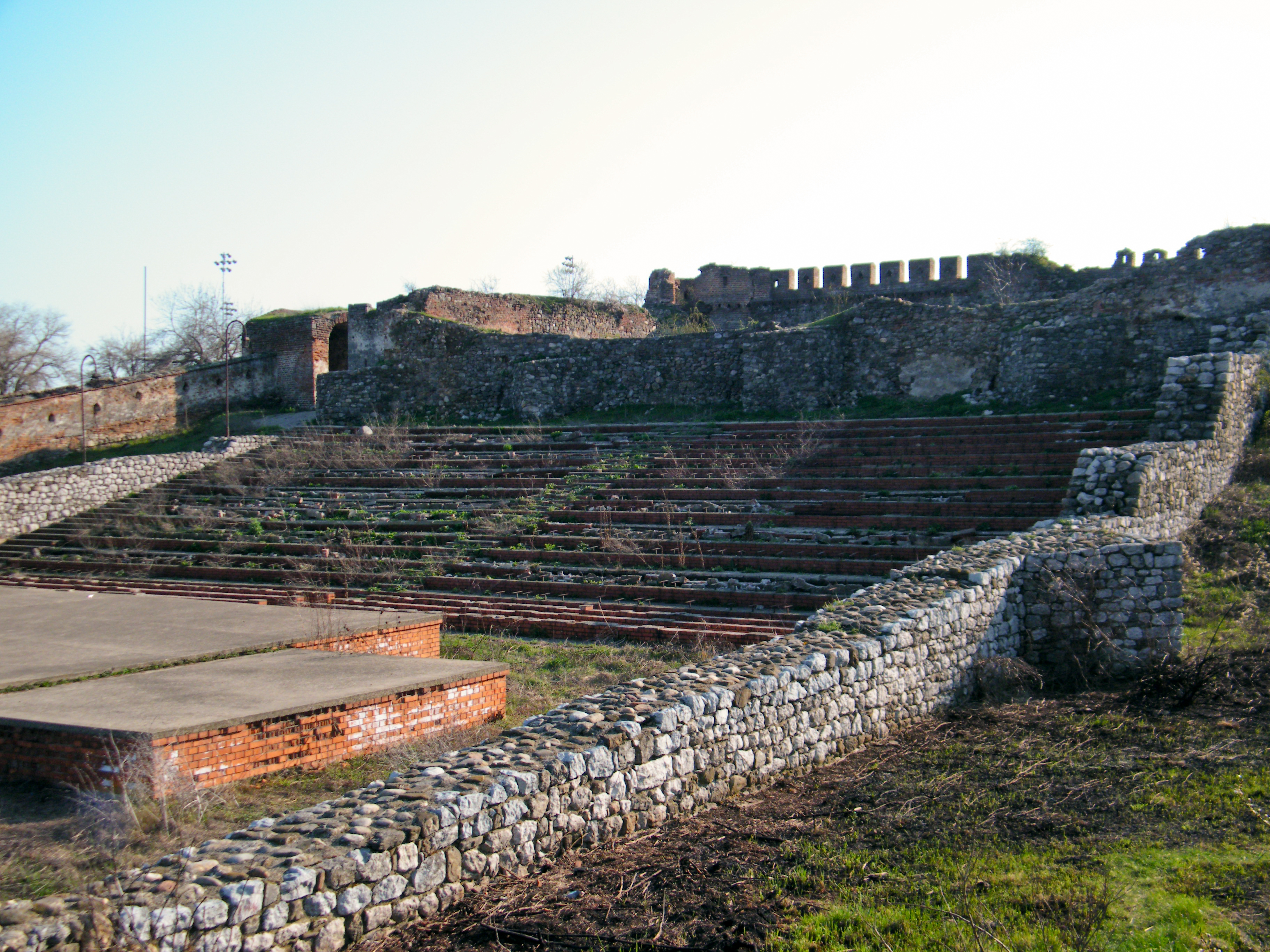
Widok „Małego Miasta” przed rekonstrukcją (2011)

Twierdza Fetislam składa się z dwóch części – pierwszej, wzniesionej w 1524 roku, nazywanej „Małym Miastem” (serb. Mali grad) oraz drugiej, która została wybudowana w XVIII wieku i nosi nazwę „Dużego Miasta” (serb. Veliki grad).
Mali grad składa się z części górnej – wzniesionej na rzucie prostokąta, z murami zwieńczonymi blankami oraz okrągłymi basztami w narożnikach – oraz części znajdującej się od strony Dunaju, która również ma kształt prostokąta i wzmocniona jest trójkątnymi wykuszami oraz dwiema kwadratowymi bartyzanami. Obie części łączy podziemne przejście o szerokości od 7 do 10 m. W związku z funkcjonowaniem na rzece serbsko-rumuńskiej elektrowni wodnej Đerdap II, część murów fortecy obecnie jest zalana.
We wnętrzu murów tworzących Veliki grad znajdują się kazamaty, w których najprawdopodobniej nocowali żołnierze. W południowym murze znajduje się brama główna na teren fortecy (serb. Varoš-kapija) z marmurową tablicą ku czci sułtana Mahmuda II nad otworem wejściowym. Mniejsze bramy znajdują się również po stronie południowo-zachodniej (Brama Orospi; serb. Orospi-kapija) i północno-wschodniej (Brama Dunajska; serb. Dunavska kapija).
Całość kompleksu otoczona była rowem fortecznym o szerokości od 13 do 30 m wypełnianym wodą z pobliskiego Dunaju, zaś z „Dużego Miasta” do „Małego Miasta” wjeżdżano w trzech miejscach przez rów o szerokości około 5,5 m.

## Galeria

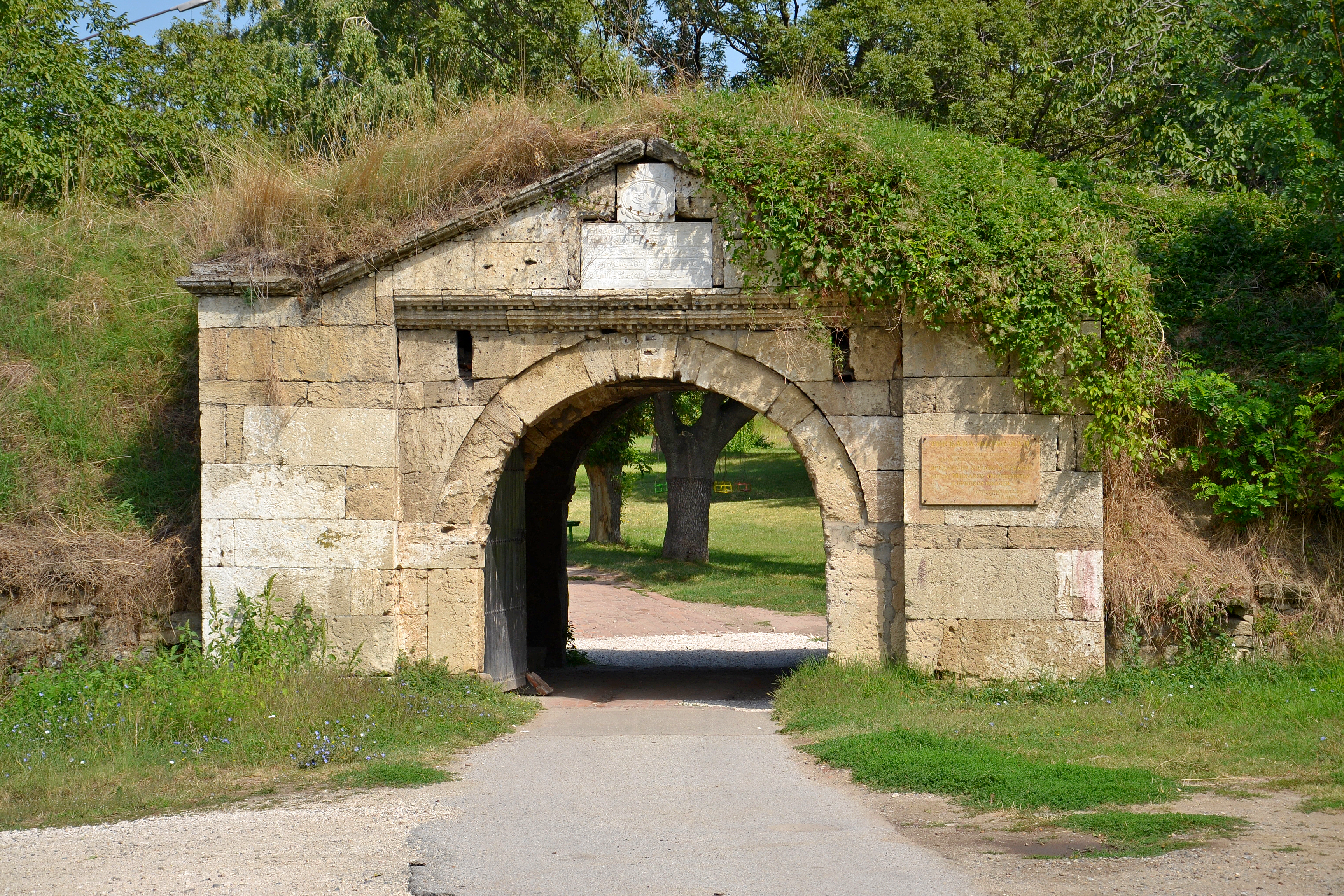
Brama główna na teren twierdzy (2016)
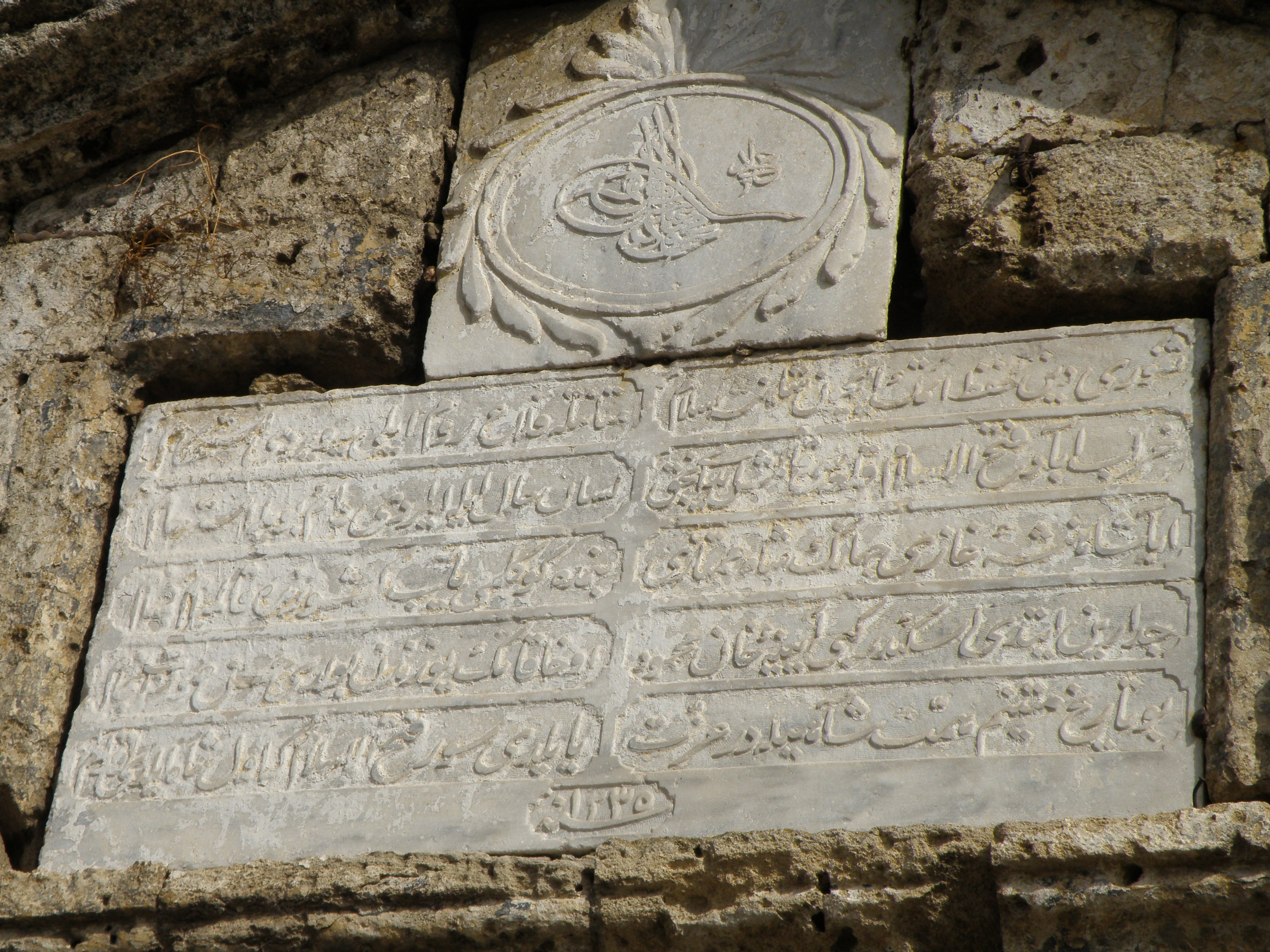
Napis nad bramą główną (2012)
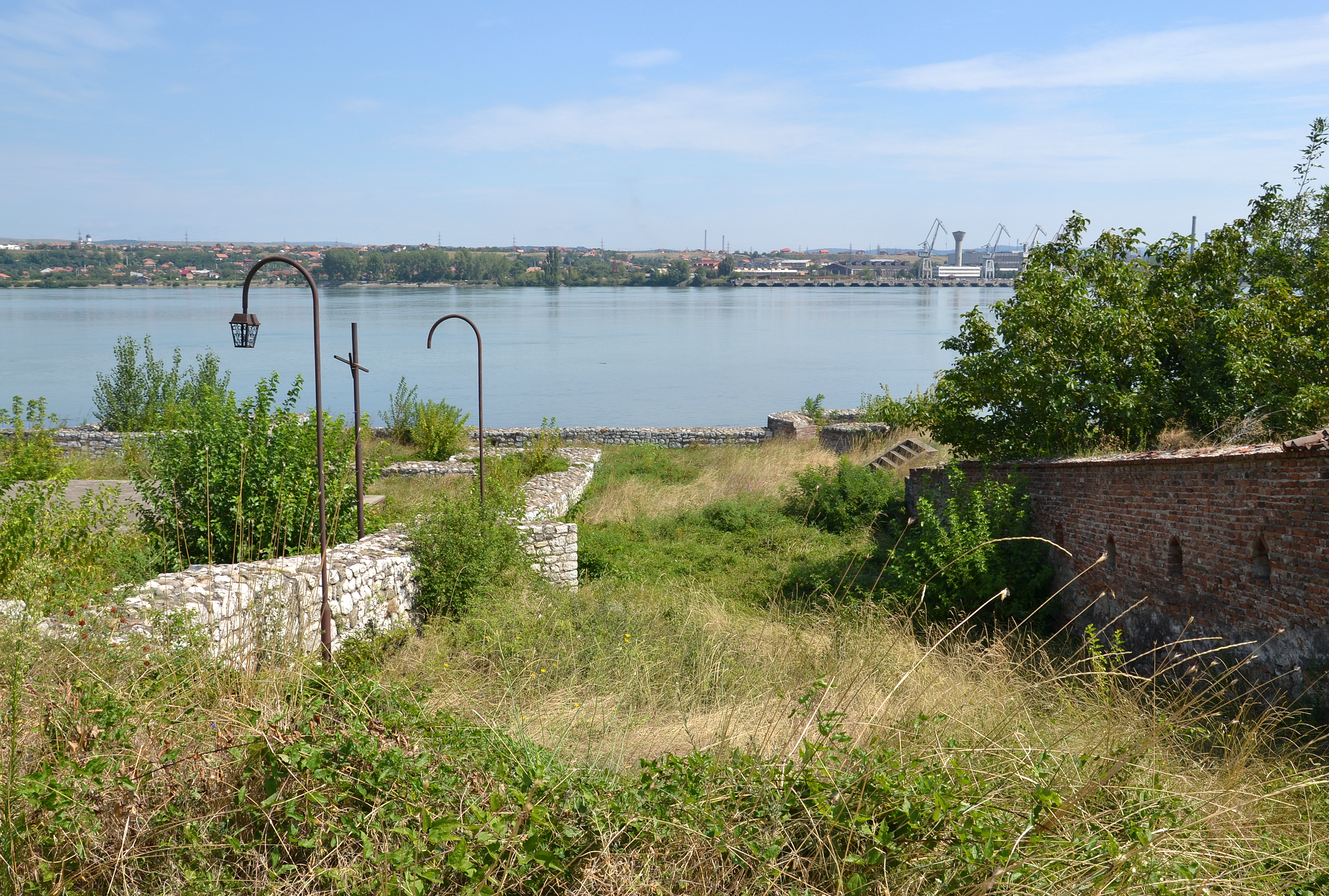
Widok na Dunaj od strony twierdzy; po drugiej stronie rzeki rumuńskie miasto Drobeta-Turnu Severin (2016)
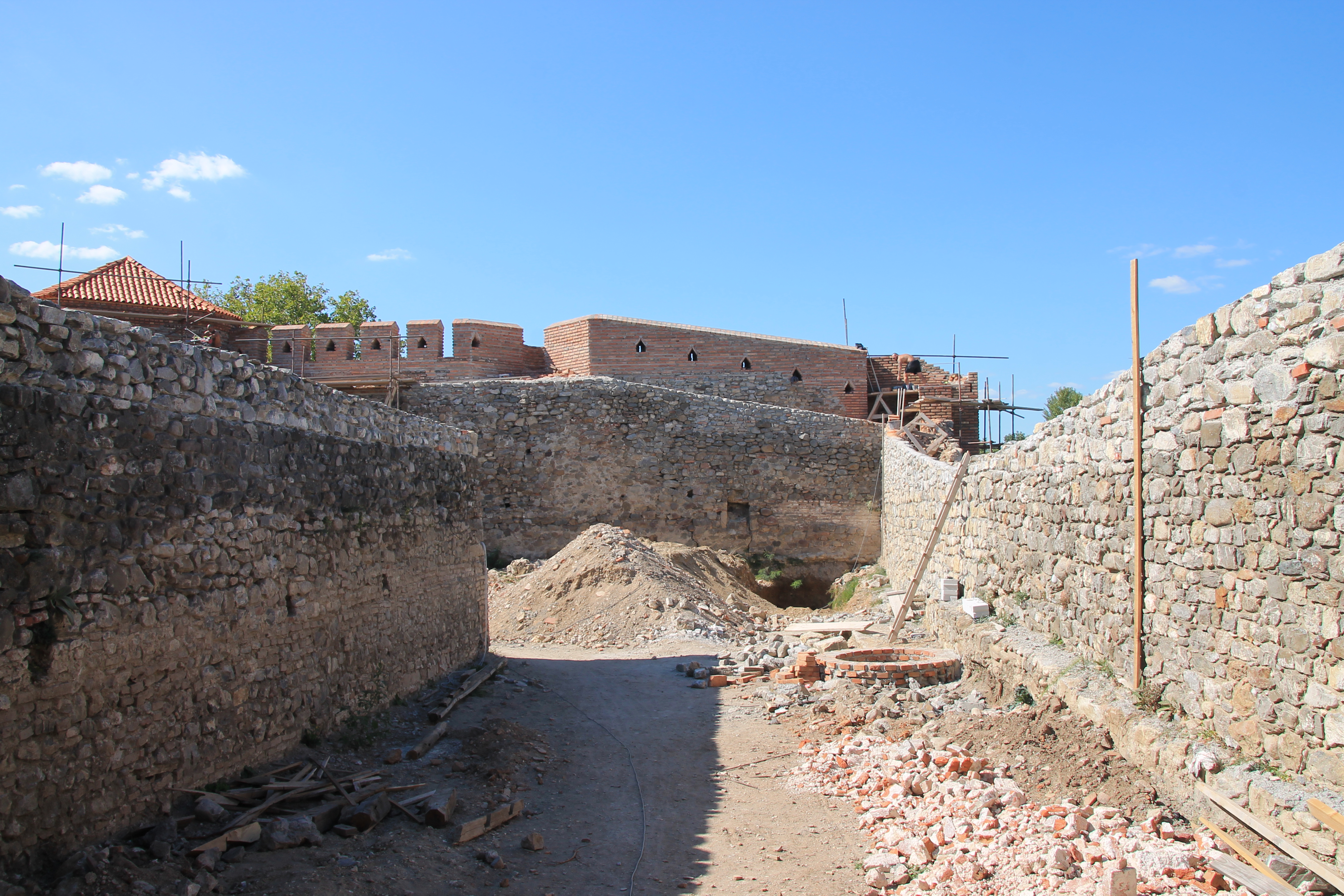
Wnętrze twierdzy w trakcie prac remontowych (2021)